# Fozivudintidoxil
Fozivudintidoxil ist ein experimenteller Arzneistoff zur Behandlung von HIV-infizierter Patienten im Rahmen einer HIV-Kombinationstherapie, der von Heidelberg-Pharma entwickelt wurde.
Fozivudintidoxil ist ein Prodrug, dessen Metabolit zur Gruppe der nukleosidischen Reverse-Transkriptase-Inhibitoren (NRTI) gehört.

## Pharmakologie
Fozivudintidoxil ist eine Verbindung des Azidothymidins (AZT) mit einem Lipid. Im Vergleich zu AZT hat Fozivudintidoxil eine mehrfach höhere Wirkung in HIV-1-infizierten CEM-SS-Zellen (eine Zelllinie). In-vitro wurden synergestische Effekte mit Proteaseinhibitoren beschrieben, wie sie auch bei anderen Inhibitoren der reversen Transkriptase vorkommen (HAART).

## Pharmakokinetik
Fozivudintidoxil verteilt sich in verschiedene Organsystemen, insbesondere ins lymphatischen Gewebe, jedoch nicht ins Knochenmark. Die Konzentrationen im Blutplasma und im Liquor waren vergleichbar.
Fozivudintidoxil hat im Vergleich zu Azidothymidin eine deutlich verlängerte Halbwertszeit im Blutplasma. Dadurch ist eine einmalige tägliche Einnahme möglich.

## Nebenwirkungen
In einer klinischen Phase-II-Studie beendete ein Patient aufgrund erhöhter Leberwerte die Teilnahme.

## Chemie
Fozivudintidoxil ist – wie auch Fosalvudintidoxil und Fosfluridintidoxil – eine Verbindung eines Thioetherdihydrogenphopshats mit einem modifizierten Nukleosid, in diesem Fall Azidothymidin (AZT, 3'-Azido-3'-desoxythymidin, Zidovudin). Der Lipidrest hat ein chirales C-Atom, so dass als Wirkstoff ein Epimerengemisch vorliegt.

(2RS)(2-Decyloxy-3-dodecylthio-1-propyl)dihydrogenphosphat
Teilstruktur der Nukleosid-Phospholipide Fosfluridintidoxil, Fosalvudintidoxil und Fozivudintidoxil